# Ranma ½
Ranma ½ (яп. らんま½, Ranma Nibun-no-Ichi, укр. Ранма ½) — серія манґи авторства Руміко Такахасі, що налічує 38 томів. Манґа була екранізована в 161-серійний телесеріал, 11 OVA-серій і 3 повнометражні фільми від Studio DEEN. У жовтні 2024 року відбулася прем'єра нової аніме-адаптації манґи від студії MAPPA. Події «Ранми ½» вигадані, дія розгортається в Японії другої половини XX століття. Сюжет крутиться навколо молодого хлопця на ім'я Ранма і проблем, які виникають унаслідок його зустрічей із тими чи іншими людьми. Більшість героїв твору володіє руйнівними бойовими мистецтвами, багато хто з них раніше потрапляв до проклятих джерел Дзюсенкьо (місцевість у Китаї у світі «Ранми») та ставав жертвами прокляття.
Назва вимовляється зазвичай як «Ранма навпіл», «Ранма одна друга» або «Пів-Ранми».

## Сюжет
Ранма Саотоме — 16-річний хлопець. Незадовго до початку розповіді його батько Генма, майстер бойових мистецтв, взяв його з собою на тренувальну подорож до Китаю, щоб зробити з нього справжнього чоловіка, гідного спадкоємця Школи Універсальних Бойових Мистецтв (яп. 無差別格闘早乙女流, Musabetsu Kakutō Ryū). Під час своєї подорожі вони потрапляють у Долину проклятих джерел, де Ранма випадково падає в джерело дівчини, що потонула, а Генма — в джерело панди, що потонула. Тепер у разі обливання холодною водою Ранма перетворюється на дівчину, а Генма — на панду. Колишній вигляд їм повертає гаряча вода.
Повернувшись із Китаю, вони насамперед прямують до будинку родини Тендо. Глава сім'ї — вдівець Соун Тендо, давній друг Генми Саотоме, містить додзьо (тренувальний зал) Школи Універсальних Бойових Мистецтв і має трьох дочок — Касумі, Набікі та Акане. З'ясовується, що Соун та Генма дуже давно домовилися, що їхні діти одружаться і разом успадкують додзьо та верховенство Школи. А оскільки з трьох дочок Соуна тільки одна Акане виявила активний інтерес до рукопашного бою, вона негайно оголошується нареченою Ранми. Ні Ранме, ні Акане, яка ненавидить хлопців, такий стан справ зовсім не подобається. Пізніше з'ясовується, що в Акани є безліч шанувальників, які бажають завоювати її серце. Також шанувальники обох статей з'являються і в Ранми.

## Прийоми
Неко-кен (яп. 猫拳, «котячий кулак») — прийом, що використовує страх перед кішками і заборонений кілька сотень років тому. Того, кого навчають неко-кену, обв'язують рибними сосисками і кидають у яму з голодними котами. Навчання триває до повного освоєння прийому. У результаті в учня розвивається страх перед кішками. Коли страх переповнює його — він божеволіє і сам починає поводитися як кіт. Однак, сила його атак при цьому багаторазово зростає. Генма навчив цього прийому Ранму, коли тому було п'ять років. При цьому Генма пропустив примітку на останній сторінці керівництва, в якій говориться, що тільки круглий дурень може застосовувати цей прийом на практиці.
Баксай-тенкецу (яп. 爆砕点穴, «точка вибуху») — амазонський прийом, що використовує вразливі точки тіл. Того, кого навчають, підвішують у повітрі й залишають вільним один палець, після чого кидають у нього великий камінь. Завдання того, кого навчають, — побачити вразливу точку каменю, вдарити по ній і розбити камінь на дрібну крихту. Як побічний ефект — тіло учня стає стійким до ударів. Прийом дає змогу розбивати каміння, але не працює проти людей; спочатку він призначався для розчищення гірських завалів.
Катю Тенсін Амагурі Кен (яп. 火中天津甘栗拳, «тяньцзінські каштани, що печуться на вогні») — амазонський прийом, під час навчання якому потрібно дуже швидко витягнути каштани з вогню і при цьому не обпектися. Дозволяє наносити сотні ударів за секунду.
Хапо-дай-карін (яп. 八宝大華輪) — бомби-феєрверки, здатні завдати величезних руйнувань. Використовуючи цей прийом, Хапосай пошкодив знайдений ним ліфчик і заприсягся, що, щоб уникнути повторення подібного, більше не буде застосовувати цей прийом. Пізніше Хапосай відновив цей прийом у пам'яті і став застосовувати його знову.
Сі-фа-сян-гао «дотик диявола» (мануальний прийом) поєднує у собі точковий масажний вплив і миття голови спеціальним шампунем, що дозволяє маніпулювати пам'яттю (шампунь № 110). Для відновлення пам'яті використовується шампунь № 119.
Хі Рю Сьотен Ха (яп. 喜龍商店ハ) — прийом, який Колон застосувала на Хаппосаї, коли вони були молодими, а також на Ранмі, Уке і Геммі. Двічі застосовувався проти Саффрон, а в останньому розділі за його допомогою ламали Печатку Дракона. Хаппосай випалив особливий знак на спині Ранми, тим самим зробивши його слабким як дитина. І оскільки тільки в Хаппосая є текст прокляття, Ранма має перемогти його, щоб повернути силу. Під час тренувань у залі з батьком і Уке з'являється Колон і обіцяє показати йому Хі Рю Сьотен Ха — секретний прийом її села.

## Персонажі
- Ранма Саотоме (яп. 早乙女乱馬) — юнак, який унаслідок прокляття перетворюється на дівчину. У серіалі його прокляття знімається за допомогою джерела потонулого юнака. Розчинний варіант цього джерела також блокує прокляття, але лише на час одного обливання холодною водою. Ранма добре готує і непогано пристосований до життя «в похідних умовах». У проклятій формі («Ранко») поводиться значно розкутіше, ніж у формі хлопця — дозволяє собі їсти морозиво, використовує свою зовнішність, щоб домогтися частування від інших хлопців, чіпляється до Рьоґи, щоб відволікти його від Акане чи охорони роздягальні. У формі ж хлопця не може навіть поцілувати Шампу або Акане, щоб отримати розчинне джерело хлопця, що потонув, або квиток до Китаю відповідно. Як основний спадкоємець школи бойових мистецтв, змушений постійно вдосконалювати свою майстерність. До зустрічі з сім'єю Соуна практично не зустрічав рівних собі супротивників, але після поселення в додзьо в нього одразу з'явилося безліч конкурентів.

- Генма Саотоме (яп. 早乙女玄馬) — батько Ранми, проклятий перетворенням на панду. Ухиляється від відповідей і відповідальності, перетворюючись на панду. У вигляді панди спілкується через таблички. Свого часу заручив Ранму з безліччю наречених, після чого втік. Забрав маленького Ранму і втік від власної дружини, пообіцявши, що повернеться, коли зробить із сина «справжнього чоловіка». Коли стурбована мати все ж зуміла розшукати їхній притулок, він маскує себе і перетвореного на дівчину Ранму під сторонніх людей.

- Соун Тендо (яп. 天道早雲) — друг Генми, батько Акане, Касумі та Набікі. Досить ледачий і боягузливий. Є членом міської ради, на прохання якої іноді виконує різні доручення. Жахнувся від появи Хапосая і всіляко намагається приховати його перебування у власному будинку. Вельми зрадів появі Ранми і сподівається на те, що той стане справжнім спадкоємцем школи бойових мистецтв. Більшу частину свого часу проводить за шахрайською грою в сьогі з Генмою або за чаюванням на веранді свого будинку.

- Рьоґа Хібікі (яп. 響良牙), або Пі-чан — хлопчик, проклятий перетворенням на порося. Прокляття знайшло на нього внаслідок потрапляння в джерело потонулого поросяти, куди його зіштовхнув Ранма в жіночій подобі. У своєму проклятті Рьоґа звинувачує Ранму. Ранма заприсягся зберегти його прокляття в таємниці й тому не говорить про нього Акане, хоча й називає його Пі-чаном у присутності Акане. Через свою сором'язливість Рьоґа не може зізнатися Акане у своїх почуттях. Крім Акане він закохується в жіночу форму Ранми. Незважаючи на марні спроби освідчитися Акане в коханні, погано переносить її ревнощі до Ранми і намагається побити Ранму, коли підозрює того у зраді Акане. У бою використовує свою величезну силу, парасольку та бандани. Поступово опановує різні техніки (наприклад, Баксай-тенкецу).

- Хапосай (яп. 八宝斎) — учитель Генми і Соуна, який пізніше став тренером Ранми. Вік — близько 400 років[4]. Будучи низькорослим, він активно використовує свій малий зріст у бою — наприклад, щоб сховатися в зграї. Сильний боєць, який знає безліч прийомів. Краде жіночу спідню білизну і чіпляється до дівчат, оскільки без цього слабшає і може померти. Свого часу Хапосай був запечатаний у печері Соуном і Генмою, але пізніше звільнився. У бою використовує люльку для паління і хапо-дай-карін. Хапосай регулярно проводить на Ранмі секретні прийоми, чим поступово робить його сильнішим, а також чіпляється до нього, коли той перебуває в жіночій формі.

- Колон (яп. コロン) — глава Племені Амазонок і прабабуся Шампу. Прибула до Японії разом із Шампу з метою змусити Ранму одружитися з Шампу. У бою використовує свою клюку та магію. Вона такого ж зросту, як і Хапосай. Свого часу вона була захоплена Хапосаєм, але їхні стосунки не склалися через його пристрасть до дівчат. Бажаючи зробити майбутнього зятя сильнішим, часто допомагає йому впоратися з технікою Хапосая.

- Акане Тендо (яп. 天道あかね) — молодша дочка Соуна, 16 років, офіційна наречена Ранми. Її готування небезпечне для здоров'я, проте Рьоґа завжди їсть приготовану нею їжу. Усі її техніки виключно силового типу, а ухилитися від швидких і точних атак вона не в змозі. Не знає про прокляття Рьоґи і не здогадується, що він і є Пі-чан, незважаючи на жодні докази, які їй трапляються. Хоча Акане стверджує, що її не цікавлять стосунки Ранми з дівчатами, вона постійно б'є його за зустрічі з іншими нареченими.

- Касумі Тендо (яп. 天道かすみ) — старша дочка Соуна, 19 років. На пляжному конкурсі краси отримала всі голоси, навіть не будучи записаною до числа учасниць[5]. У додзьо займається готуванням, пранням і прибиранням. Фактично замінила в сім'ї Тендо матір.

- Набікі Тендо (яп. 天道なびき) — середня дочка Соуна, 17 років. Любить підзаробити. Може скористатися становищем Ранми і продати йому чайник з окропом або зробити знімки дівчини-Ранми та Акане і продати їх Куно, не питаючи нічиєї згоди. Бойовими мистецтвами не цікавиться. Оскільки Соун і Генма домовилися лише про те, що Ранма одружиться з однією з доньок Соуна і успадкує додзьо, але не обговорювали, яку саме доньку мається на увазі, —— Касумі і Набікі теоретично також є нареченими Ранми, хоча вони і не претендують на нього.

- Шампу (яп. シャンプー, «шампунь») — самопроголошена наречена Ранми, 16 років. Чудово володіє бойовими мистецтвами. Ранма в жіночій постаті і Генма в образі панди зустріли її на щорічному змаганні в селі амазонок, де Шампу стала переможницею, а Ранма і Генма з'їли приз, що призначався їй, чим розлютили її. Конфлікт був вирішений тим, що Ранма воював із Шампу за приз і без зусиль переміг її. Через те, що Шампу була переможена прибульцем, закони і гордість амазонок зобов'язали її дати Ранмі клятву знайти і вбити його, куди б він не пішов. Вона переслідувала Ранму до самої Японії. Намагаючись її зупинити, Ранма знову переміг її, але вже у вигляді хлопця. Після цього з'ясовується, що в разі, якщо чужинець, який переміг амазонку, — чоловік, переможена зобов'язана вийти за нього заміж. Зрештою Ранма розкрив, що дівчина-Ранма і хлопець-Ранма — одна й та сама людина, проте збрехав, що насправді він — дівчина. Шампу повернулася до Китаю, де під час додаткового тренування впала в джерело потонулої кішки. Дізнавшись про те, що Ранма — чоловік, вона знову почала чіплятися до нього. Шампу влаштувалася в Нерімі разом з Колон, де вони тримають китайський ресторан «Неко Хантен» (猫飯店 — «Ресторан Кішки»), який торгує локшиною. Основна зброя — пара бонборі (пара булав). Добра і привітна дівчина. Любить обіймати Ранму, хоча йому подібні події з її боку не подобаються. Вважаючи Акане своєю конкуренткою, намагалася вбити її (але лише стерла їй пам'ять про Ранму). Жорстко поводиться з Мусом.

- Укьо Куондзі (яп. 久遠寺右京) — офіційна наречена Ранми. Була хорошою подругою Ранми доти, доки Генма не заручив Ранму з нею за ятай, у якій батько Укьо готував окономіякі, а потім утік із приданим, залишивши Укьо саму. Хоча Ранма не знав про обман Генми, Укьо сильно розлютилася на це і намагалася вбити Ранму. Пізніше вони помирилися. Укьо тримає в Нерімі окономіячну «в У-чан». У бою використовує кухонне приладдя і велику лопату.

- Кодачі Куно (яп. 九能小太刀, «короткий меч Куно») — самопроголошена наречена Ранми і сестра Куно. Гімнастка, яка перемагала на змаганнях завдяки підлаштованій їй же неявці супротивниць доти, доки проти неї не виставили Акане, а потім Ранму, який успішно її побив у жіночій подобі. Не знає про прокляття Ранми і вважає дівчину-Ранму своєю конкуренткою. Ранма намагалася пояснити своє прокляття виразами на кшталт «ми з Ранмою єдині тілом і душею», але її зрозуміли дещо неправильно. У бою використовує гімнастичне приладдя, насамперед стрічку. Вміє готувати, але в її стравах цілком може виявитися сонне зілля. Використовує чорні троянди як свій символ. У букеті чорних троянд від Кодачі може виявитися паралізуючий газ.

- Татевакі Куно (яп. 九能帯刀, «Куно, що носить меч») — брат Кодачі, поза заняттями носить традиційний японський одяг часів Самураїв: кімоно темно-синього кольору і чорну хакаму. Безуспішно намагається призначити побачення і дівчині-Ранмі (яку називає «осагі но онна» — «дівчина з косичкою»), і Акане одночасно. Вважає Ранму-хлопця чорним магом, що силою утримує Ранму-дівчину, бо неправильно зрозумів перетворення Ранми та слова Набікі «Та дівчина, яку ти кохаєш... Ну, її душа і тіло... належать Ранмі-куну!». У бою використовує боккен, яким цілком здатний зруйнувати бетонну стіну.

- Директор Куно (яп. 九能校長) — батько Куно. Довгий час жив на Гаваях і тепер його мова рясніє англійськими фразами. Помішаний на стрижці та перевірках учнів, любить пропонувати незадоволеним їм різноманітні подарунки (наприклад, кокоси), які вибухають у руках того, хто отримує цей подарунок. Після від'їзду на Гаваї, Куно і директор вважали один одного зниклими і не впізнавали один одного під час зустрічей доти, доки шпигун будинку Куно, Саске, не змусив їх визнати один одного.

- Мус (яп. ムース) — самопроголошений наречений Шампу. Погано бачить і часто плутає персонажів (сплутав Акане з плюшевою свинкою). Був побитий Шампу ще в дитинстві, тому за законами амазонок шансів у нього немає. Але тим не менш, регулярно поривається зізнатися їй у своїх почуттях, за що буває побитий. Ненавидить Ранму і частенько викликає його на поєдинок. Проклятий перетворенням на качку. У бою використовує ланцюги, горщик у вигляді каченяти, курячі яйця, що вибухають, гігантські бомби та інші предмети. Точно метає всі ці предмети в ціль. Вміє ховати безліч зброї як під одягом, так і в крилах своєї проклятої форми.

- Тофу Оно (яп. 小乃東風) — лікар школи Фурінкан, перше кохання Акане. Закоханий у Касумі. Є дуже хорошим лікарем, але від виду або голосу Касумі божеволіє, і його лікарські навички губляться. Знає розташування акупунктурних точок на тілі людини, і навіть Ранма часом дивується його навичкам. Через м'якість характеру і загальну доброзичливість ніколи не брав участі в битвах. У коханні Касумі він зізнатися не наважується. Сама ж Касумі не розуміє його почуттів, вважаючи його просто кумедним. У своєму кабінеті тримає скелет, який називає «Беті-чан».

## Медіа

### Манґа
Манґа «Ranma ½» виходила з 1987 по 1996 рік у журналі Weekly Shonen Sunday видавництва Shogakukan і налічує 38 томів.

### Аніме
По манзі були зняті телесеріал (7 сезонів, 161 серія всього), 11 OVA-серій і 3 повнометражних фільми. Сюжети телесеріалу та OVA взяті з манги, для повнометражних фільмів було написано власні сценарії.
Телесеріал має цікаву історію. Через неправильне позиціонування у сітці мовлення телеканалу (Fuji TV) він мало не обірвався на 18-й серії. Справа в тому, що його з якоїсь причини стали демонструвати в той час, коли Fuji TV зазвичай показують серіали для дітей 10-12 років. Оскільки серіал був розрахований на дорослішу аудиторію — 16-18 років, він, звичайно, виявився нецікавим своїм несподівано молодим глядачам, яким більше хотілося дивитися на поєдинки героїв, ніж вникати в їхні почуття. Серіал був визнаний комерційно невдалим і майже скасований (про що навіть оголосили наприкінці 18-ї серії, що вийшла на екрани 16 липня 1989 року), проте в останній момент було прийнято історичне рішення продовжити зйомки та трансляцію серіалу, переорієнтувавши його на молодшу аудиторію. Оновлений серіал отримав назву Ranma ½ Netto-hen. Аніме залишилося вірним оригінальній манзі, але відрізнялося тим, що тримає гендерну трансформацію Ранми в таємниці від старшокласників, принаймні протягом більшої частини його тривалості. Воно також змінює розташування багатьох сюжетних арок і містить численні оригінальні епізоди та персонажів, яких не було в манзі. Серіал успішно проіснував до 1992 року, в якому був закритий.
Нова аніме-адаптація «Ranma ½» була анонсована в журналі Weekly Shonen Sunday 26 червня 2024 року. Телесеріал виробляє студія MAPPA, а режисером є Коносуке Уда, Кіміко Уено — сценаристом, Хіромі Таніґучі розробляє дизайн персонажів, а Каору Вада пише музику. Прем'єра відбулася 5 жовтня 2024 року на телеканалі Nippon Television, а 6 жовтня того ж року Netflix ліцензує його для трансляції по всьому світу щотижня. Пісню-відкриття серіалу з назвою «Iinazukekkyun» виконує співачка Ano. Завершальною піснею стала «Anta Nante» від Riria. Viz Media та Hot Topic провели світову прем'єру першого епізоду 23 серпня під час Anime NYC. Раніше того ж місяця повідомлялося про те, що перші 12 серій були злиті в мережу разом із багатьма іншими роботами компанії Iyuno, що займається локалізацією.
Другий сезон було анонсовано після виходу в ефір 12-го епізоду.

## Відеоігри
На основі франшизи «Ranma ½» було створено сімнадцять відеоігор. Більшість з них є файтингами, але є також кілька RPG, головоломок та ігрових автоматів Патінко. Остання гра — Pachislot Ranma 1/2, випущена 5 листопада 2018 року для Патінко.